# تاريخ الإمبراطورية البيزنطية
يغطي تاريخ الإمبراطورية البيزنطية تاريخ الإمبراطورية الرومانية الشرقية منذ العصور القديمة المتأخرة حتى سقوط القسطنطينية عام 1453 م. تشير العديد من الأحداث منذ القرن الرابع حتى القرن السادس إلى الفترة الانتقالية التي انقسمت خلالها الإمبراطورية الرومانية إلى شرقية وغربية. في عام 285، قسّم الإمبراطور ديوكلتيانوس (حكم 284-305) إدارة الإمبراطورية الرومانية إلى قسمين، شرقي وغربي. نقل قسطنطين الأول (حكم 306-337)، بين عامي 324 و330، العاصمة الرئيسية من روما إلى بيزنطة، المعروفة لاحقًا بالقسطنطينية («مدينة قسطنطين») ونوفا روما («روما الجديدة»). أصبحت المسيحية في عهد ثيودوسيوس الأول (حكم 379-395)، الدين الرسمي للإمبراطورية وحُرمت الأديان الأخرى مثل الشرك الروماني. وأخيرًا، في عهد هرقل (حكم 610-641)، أعيدت هيكلة الجيش والإدارة في الإمبراطورية واعتمدت اللغة اليونانية للاستخدام الرسمي بدلًا من اللاتينية. وهكذا، رغم استمرارها كدولة رومانية وحفاظها على تقاليد الدولة الرومانية، يميز المؤرخون المعاصرون بيزنطة عن روما القديمة بقدر توجهها نحو الثقافة اليونانية بدلًا من الثقافة اللاتينية، وتميزها بالمسيحية الأرثوذكسية بدلًا من الشرك الروماني.
تطورت حدود الإمبراطورية بشكل كبير خلال وجودها، إذ مرت بعدة دورات من التدهور والانتعاش. في عهد جستينيان الأول (حكم 527-565)، بلغت الإمبراطورية أكبر توسع لها بعد استعادة جزء كبير من ساحل البحر الأبيض المتوسط الروماني التاريخي، بما في ذلك شمال إفريقيا وإيطاليا وروما نفسها، التي احتفظت بها لمدة قرنين آخرين. في عهد موريكيوس (حكم 582-602)، وُسعت الحدود الشرقية للإمبراطورية واستقرت الحدود الشمالية. تسبب اغتياله في حرب استمرت عقدين من الزمن مع الإمبراطورية الفارسية الساسانية التي استنفدت موارد الإمبراطورية وساهمت في خسائر كبيرة في الأراضي خلال الفتوحات الإسلامية في القرن السابع. وفي غضون سنوات، فقدت الإمبراطورية أغنى مقاطعاتها، مصر وسوريا، أمام العرب.
خلال حكم السلالة المقدونية (القرنان العاشر والحادي عشر)، توسعت الإمبراطورية مرة أخرى وشهدت نهضة استمرت قرنين، انتهت بفقدان معظم آسيا الصغرى أمام السلاجقة الأتراك بعد معركة ملاذكرد عام 1071. فتحت المعركة الطريق أمام الأتراك للاستقرار في الأناضول كوطن لهم.
أظهرت القرون الأخيرة للإمبراطورية اتجاهًا عامًا نحو الانحدار. كافحت من أجل الانتعاش خلال القرن الثاني عشر، لكنها تلقت ضربة قاتلة خلال الحملة الصليبية الرابعة، عندما نُهبت القسطنطينية وحُلّت الإمبراطورية وانقسمت إلى ممالك بيزنطية يونانية ولاتينية متنافسة. رغم استعادة القسطنطينية في نهاية المطاف، وإعادة تأسيس الإمبراطورية عام 1261، ظلت بيزنطة واحدة من عدة دول متنافسة صغيرة في المنطقة خلال القرنين الأخيرين من وجودها. ضم العثمانيين أراضيها المتبقية تدريجيًا خلال القرن الخامس عشر. أدى سقوط القسطنطينية أمام الإمبراطورية العثمانية عام 1453 إلى إنهاء الإمبراطورية الرومانية.

## الحكم الرباعي
هددت ثلاث أزمات الإمبراطورية الرومانية خلال القرن الثالث: الغزوات الخارجية والحروب الأهلية الداخلية والاقتصاد المليء بالضعف والمشاكل. أصبحت مدينة روما تدريجيًا أقل أهمية كمركز إداري. أظهرت أزمة القرن الثالث عيوب نظام الحكم غير المتجانس الذي أنشأه أغسطس لإدارة مملكته الهائلة. أدخل خلفاؤه بعض التعديلات، لكن أوضحت الأحداث أن هناك حاجة إلى نظام جديد أكثر مركزية وأكثر اتساقًا.
كان ديوكلتيانوس مسؤولًا عن إنشاء نظام إداري جديد (النظام الرباعي). ربط نفسه مع إمبراطور مساعد، أو أغسطس. بعد ذلك، كان على كل أغسطس تبني زميلًا شابًا، أو قيصر، للمشاركة في الحكم وخلافة الشريك الأكبر في النهاية. ولكن بعد تنازل ديوكلتيانوس ومكسيميانوس، انهار الحكم الرباعي، واستبدله قسطنطين الأول بالمبدأ السلالي للخلافة الوراثية.

## قسطنطين الأول وخلفاؤه
نقل قسطنطين مقر الإمبراطورية، وأدخل تغييرات مهمة في دستورها المدني والديني. في عام 330، أسس القسطنطينية باعتبارها روما ثانية على موقع بيزنطة، والتي كانت في مركز جيد على مفترق الطرق التجارية بين الشرق والغرب. كانت قاعدة ممتازة لحراسة نهر الدانوب، وكانت قريبة بشكل معقول من الحدود الشرقية. بدأ قسطنطين أيضًا بناء الجدران المحصنة العظيمة، التي وُسعت وأُعيد بنائها في العصور اللاحقة. يؤكد جاي. ب.  بيوري أن «أساس القسطنطينية [...] افتتح انقسامًا دائمًا بين نصفي الإمبراطورية الشرقي والغربي، اليوناني واللاتيني، -وهو الانقسام الذي أشارت إليه الأحداث سابقًا- وأثر بشكل حاسم على كامل تاريخ أوروبا اللاحق.» بنى قسطنطين على الإصلاحات الإدارية التي أدخلها ديوكلتيانوس. استقرت العملة (أصبح الصوليدوس الذهبي الذي قدمه عملة ذات قيمة عالية ومستقرة)، وأدخل تغييرات على هيكلية الجيش. استعادت الإمبراطورية في عهد قسطنطين الكثير من قوتها العسكرية وتمتعت بفترة من الاستقرار والازدهار. استعاد الأجزاء الجنوبية من داسيا، بعد هزيمة القوط الغربيين عام 332، وكان يخطط لحملة ضد بلاد فارس الساسانية أيضًا. لتقسيم المسؤوليات الإدارية، استبدل قسطنطين الحكام الإقليميين الذين يتمتعون بالسلطة المدنية وحدها، بالحاكم البرايتوري المنفرد، الذي أدى تقليديًا الوظائف العسكرية والمدنية على حد سواء. خلال القرن الرابع، ظهرت أربعة قطاعات كبيرة من هذه البدايات القسطنطينية، واستمرت ممارسة فصل السلطة المدنية عن السلطة العسكرية حتى القرن السابع.
افتتح قسطنطين العظيم جسر قسطنطين (الدانوب) في سوسيدافا، (سيلي المعاصرة في رومانيا) في 328، من أجل استعادة داسيا، وهي مقاطعة تخلى عنها أوريليان. انتصر في الحرب وبسط سيطرته على جنوب داسيا، كما يتبين من بقايا المعسكرات والتحصينات في المنطقة.
لم تكن المسيحية الدين الحصري للدولة في عهد قسطنطين، لكنها تمتعت بأفضلية إمبراطورية، إذ دعمها الإمبراطور بامتيازات سخية: أُعفي رجال الدين من الخدمات الشخصية والضرائب، وكان المسيحيون مفضلين للمناصب الإدارية، وأوكل إلى الأساقفة مسؤوليات قضائية. وضع قسطنطين المبدأ القائل بأن الأباطرة لا ينبغي أن يحسموا مسائل العقيدة، ويجب عليهم استدعاء المجالس الكنسية العامة لهذا الغرض. عقد قسطنطين مجلس آرل، وأبرز مجمع نيقية الأول زعمه بأنه رئيس الكنيسة.
يمكن وصف حالة الإمبراطورية في عام 395 بناءً على نتائج عمل قسطنطين. أُسس المبدأ السلالي بقوة لدرجة أنه عند وفاة الإمبراطور ثيودوسيوس الأول، في ذلك العام، كان بالإمكان توريث المنصب الإمبراطوري إلى اثنين من أبنائه سويةً: آركاديوس في الشرق وهونوريوس في الغرب. كان ثيودوسيوس آخر إمبراطور يحكم الإمبراطورية بالكامل في نصفيها الاثنين.
نجت الإمبراطورية الشرقية إلى حد كبير من الصعوبات التي واجهتها الغربية في القرنين الثالث والرابع، ويرجع ذلك جزئيًا إلى ثقافة حضرية أكثر رسوخًا وذات موارد مالية أكبر، ما سمح لها بإرضاء الغزاة بدفع الترافيد (الجزية) والدفع للمرتزقة الأجانب. طوال القرن الخامس، اجتاحت مختلف الجيوش الغازية الإمبراطورية الغربية لكن نجت الإمبراطورية الشرقية منها. حصّن ثيودوسيوس الثاني أسوار القسطنطينية، ما جعل المدينة منيعةً ضد معظم الهجمات. لم تُخترق الجدران حتى عام 1204. لصد هون أتيلا، قدم لهم ثيودوسيوس إعانات (من المفترض أنها 300 كغ (700 رطل) من الذهب). علاوةً على ذلك، فضّل تجار القسطنطينية الذين تاجروا مع الهون والمجموعات الأجنبية الأخرى.
رفض خليفته، مارقيان، الاستمرار في دفع هذا المبلغ الباهظ. ولكن، كان أتيلا قد حول اهتمامه بالفعل نحو الإمبراطورية الرومانية الغربية. بعد وفاته عام 453، انهارت إمبراطوريته وبدأت القسطنطينية علاقة مربحة مع الهون الباقين، الذين قتلوا في نهاية المطاف كمرتزقة في الجيوش البيزنطية.